# 니카이도 옹립 구상
니카이도 옹립 구상(二階堂擁立構想)은 1984년 나카소네 야스히로의 일본 자유민주당 총재 선거 재선을 막기 위해 전직 수상 후쿠다 다케오와 스즈키 젠코가 야당인 공명당, 민사당과 손잡고 목요 클럽(다나카파) 회장 니카이도 스스무를 총재로 옹립하고자 한 사건이다.

## 경위
1984년 일본 자유민주당 총재 선거를 앞두고 현직 총재인 나카소네는 높은 지지율을 바탕으로 재선에 대한 의욕을 보였다.
하지만 나카소네 내각은 성립 당초부터 다나카파의 영향을 강하게 받아 다나카소네 내각이라는 비판을 받아왔다. 때문에 스즈키, 후쿠다, 고모토 도시오 등의 비주류파는 불만을 가지고 있었다. 특히 1984년 4월 다나카파의 니카이도가 부총재로 기용되면서 불만은 더욱 높아져갔다. 이에 스즈키파의 미야자와 기이치, 후쿠다파의 아베 신타로, 고모토 등은 나카소네의 재선을 막기 위한 움직임을 개시했다.
록히드 사건으로 재판을 받고 있던 자민당 내 최대 파벌의 영수 다나카 가쿠에이는 2심에서 무죄를 선고받은 뒤 정계에 복귀하여 나카소네를 뒤에서 조정하는 구상을 가지고 있었다. 다나카는 8월에 가루이자와에서 극비리에 나카소네와 만나 재선을 돕겠다는 약속을 하였고 9월에는 하코네정에서 열린 다나카파 연수회에서 연설하여 나카소네 지지를 표명하여 나카소네의 재선은 무난하게 이루어질 것으로 여겨졌다.
그런데 10월 26일 스즈키가 다나카의 저택을 찾아와서 차기 총재 선거에 니카이도를 옹립할 것을 제안해왔다. 다나카파는 자민당 내 최대 파벌이었지만 영수였던 다나카 자신이 총리직 복귀에 대한 강력한 열망을 가지고 있었기에 다나카파에서는 아무도 총재 선거에 입후보하지 못하는 상황이 몇 년 간 이어져왔다. 따라서 다나카파 내에서는 불만을 품고 있는 세력이 있었고 스즈키는 이를 역이용하고자 했던 것이다.
스즈키의 목적은 다나카와 나카소네를 이간질하여 니카이도 잠정 정권을 발족시키고 그 후에 자신의 파벌에 속하는 미야자와를 총재로 옹립하려는 것에 있었다고 알려져 있다. 또한 스즈키는 총리를 역임했을 때 미일 관계가 다소 불안정했던 것을 두고 나카소네가 '9회말 2아웃 만루 상태'라며 스즈키를 마치 무능한 것처럼 공격하여 스즈키의 기분을 상하게 한 것과 다나카파와 나카소네파가 자민당의 운영을 주도하는 것에 대해서도 불만이 많았다. 당 운영의 주도권에 대해서는 후쿠다와 미키 다케오도 동조했으며 국회 본회의 총리 지명 때는 다케이리 요시카쓰 공명당 위원장, 사사키 료사쿠 민사당 위원장과도 제휴하는 공작이 있어 나카소네의 재선엔 먹구름이 끼는 것처럼 보였다.
10월 27일 니카이도는 다나카파의 에사키 마스미와 함께 메지로다이에 위치한 다나카의 저택을 찾았다. 다나카와 니카이도 사이에서는 "지금 나카소네를 그만두게 할 이유가 없다", "나카소네가 정말 당신을 도울 수 있는가? 나라면 어떻게든 재판을 끝낼 수 있다", "당신의 기분은 이해하지만 이번엔 내게 맡겨달라"는 식의 대화가 오갔다고 하며 마지막에는 니카이도가 "당신이 잘못된 말을 한다면 나는 당신을 따르지 않겠다. 이건 유언으로 받아들여줬으면 좋겠다"라고까지 말했다고 한다.
니카이도는 ▲다케시타 노보루의 후견인인 가네마루 신 등의 파벌 내 간부들이 반대로 돌어선 점 ▲나카소네의 대항마가 될 수 있었던 고모토가 다케시타, 가네마루에게 동조하여 미키를 억누른 점 ▲스즈키파와 후쿠다파 내에서도 신중론이 대세를 점했던 점 ▲당 내의 문제에 야당이 관여하는 것에 대해 자민당 내에서 저항감이 강했던 점 ▲무엇보다 다나카가 반대했다는 점 등의 이유로 결국 다나카 설득에 실패했다.
니카이도는 자신이 나카소네보다 더 다나카와의 신뢰가 충분하다고 생각하고 있었다. 또한 비주류파의 의견을 존중하는 것으로 당내 융화를 꾀한다는 대의를 호소했다. 하지만 비주류파의 의견을 존중한다는 것은 다나카에게 있어 자신에 대한 비판을 받아들인단 얘기와 다를 것이 없어 받아들이기 어려웠고 차라리 나카소네를 지지하는 편이 낫다고 판단했던 것으로 보인다. 이 점에서 니카이도는 다나카의 지지를 과신했던 셈이다.
결국 니카이도는 총재 선거에 나서는 것을 단념했고 옹립 구상은 실패로 끝났다. 10월 28일 열린 최고고문회의에서 후쿠다와 니카이도 등이 나카소네를 비판하자 나카소네가 당풍을 쇄신하고 당내의 융화를 꾀하겠다는 약속을 하면서 정리되었다. 이후 나카소네는 무난히 총재 재선에 성공하고 11월 1일 2차 개조 내각이 발족했다.

## 영향
니카이도를 차기 총재로 만들려고 했던 후쿠다, 스즈키, 미키 등의 계획이 실패로 돌아가면서 당내에서 상당한 발언력을 가지고 있던 이들 원로들의 영향력은 크게 줄어들게 된다. 이는 자민당의 원로 정치의 종말을 고한 것이었고 파벌의 세대 교체를 재촉했다.
한편 철의 결속을 자랑하던 다나카파 내에서 금이 가고 있으며 다나카의 지배력이 예전 같지 않음을 보여주었다. 다나카 최대의 충신인 니카이도가 총재 공선에 의욕을 보인 것도 총재 후보를 옹립할 수 없는 다나카파 내부의 불만을 나타내는 것이었다. 또한 나카소네 재선에 큰 도움이 됐던 다나카파는 그후 이루어진 내각 및 당직 인사에서 다나카파의 지분을 더 늘려줄 것을 요구했지만 이전과 똑같은 6개 자리로 만족해야 했다. 특히 간사장 자리에 다나카가 지지한 오자와 다쓰오가 아니라 니카이도 옹립 구상을 막는데 공헌한 가네마루가 선출되었다.
하지만 가네마루가 추천한 하타 쓰토무, 오자와 이치로 등은 모두 입각에 실패하고 다나카가 지지한 사람들이 각료가 되었기에 당시의 역학 관계는 여전히 다나카가 압도적으로 유리했다. 이러한 알력은 다음해인 1985년 2월 다케시타가 창정회를 창설하면서 폭발했고 이에 대한 충격으로 20일 뒤에 다나카가 뇌경색으로 쓰러져 사실상 정치적 영향력을 크게 잃으면서 다나카의 지배도 종언을 맞이하게 된다.

## 참고 문헌
- 기타오카 신이치 (1995년 11월). 《自民党―政権党の38年》 [자민당 - 집권 정당 38년]. 중앙공론신사. ISBN 978-4643951066.
- 야노 준야 (1994년 9월 1일). 《二重権力・闇の流れ》 [이중 권력 · 어둠의 흐름]. 분게이슌주. ISBN 978-4163492100.
- 하야사카 시게조 (1991년 12월 12일). 《権力の司祭たち》 [권력의 사제들]. 아스카신사. ISBN 978-4870311039.